# Wielka Rola
Wielka Rola (kaszb. Wiôlgô Rolô) – niewielka osada leśna na terenie Gdyni, zaliczana do części osiedla Wiczlino, administracyjnie stanowiąca część dzielnicy Chwarzno-Wiczlino.
Położona jest w granicach Trójmiejskiego Parku Krajobrazowego na sporej wielkości polanie. Zabudowę osady stanowi kilka pojedynczych domostw (składają się na nie jednorodzinne domy mieszkalne i budynki gospodarcze), przynależnych do ul. Wiczlińskiej. Pozostałą część terenu Wielkiej Roli zajmują łąki i pola uprawne.
Osada została włączona w obszar Gdyni w 1973 roku.